# Négybalkéz
A Négybalkéz (eredeti cím: What's the Worst That Could Happen?) 2001-ben bemutatott amerikai filmvígjáték, amelyet Donald E. Westlake What's the Worst That Could Happen regénye alapján Sam Weisman rendezett. A főbb szerepekben Martin Lawrence, Danny DeVito, John Leguizamo, Bernie Mac, Larry Miller, Nora Dunn és William Fichtner látható.
Az Amerikai Egyesült Államokban 2001. június 1-jén mutatták be a mozikban. Kritikai és bevételi szempontból megbukott: a 60 millió dolláros költségvetésből készült film 38,4 millió dollárt termelt világszerte.

## Cselekmény
Kevin Caffery tolvaj ellopja egy Amber Belhaven nevű nő festményét. Később visszaadja a műtárgyat, elnyerve Belhaven szimpátiáját, aki Caffery-nek adja az apja gyűrűjét. 
Caffery és ismerőse, Berger nem sokkal később betörnek Max Fairbanks üzletember házába. Utóbbinak ez idő alatt az anyagi ügyeit kellett volna rendeznie, ehelyett azonban egy fiatal nővel szórakozott a házában. Fairbanks értesíti a rendőrséget és Caffery-t letartóztatják. Amikor a rendőrség megmotozza Caffery-t, megtalálják nála Belhaven gyűrűjét. Fairbanks hihetően állítja, a gyűrű az ő tulajdona, amire a rendőrség átnyújtja neki azt.
Caffery megpróbálja visszaszerezni a gyűrűt. Bergerrel betörnek Fairbanks washingtoni lakásába. Ott ellopják a pénzt, amivel Fairbanks meg akart vesztegetni néhány politikust. Mialatt Caffery és Berger még a lakásban tartózkodik, Fairbanks hazaérkezik, majd Caffery és Fairbanks között veszekedés alakul ki. A gyűrűről, amelyet Caffery Fairbankstől vesz el, később kiderül, hogy nem az, amelyet Belhaventől kapott.
Amber úgy szerzi vissza a gyűrűt, hogy masszőrnek adja ki magát, így bejut Fairbankshez. Az utolsó jelenetben Caffery ügyvédet játszva segít Fairbanksnek a politikusokkal szemben.

## Szereplők
| Színész          | Szerep              | Magyar hang         |
| ---------------- | ------------------- | ------------------- |
| Martin Lawrence  | Kevin Caffery       | Kálloy Molnár Péter |
| Danny DeVito     | Max Fairbanks       | Szombathy Gyula     |
| John Leguizamo   | Berger              | Rajkai Zoltán       |
| Glenne Headly    | Gloria Sidell       | Vándor Éva          |
| Carmen Ejogo     | Amber Belhaven      | Horváth Lili        |
| William Fichtner | Alex Tardio nyomozó | Kautzky Armand      |
| Bernie Mac       | Jack bácsi          | Borbiczki Ferenc    |
| Larry Miller     | Earl Redburn        | Besenczi Árpád      |
| Nora Dunn        | Lutetia Fairbanks   | Kiss Mari           |
| Richard Schiff   | Walter Greenbaum    | Orosz István        |
| Ana Gasteyer     | Ann Marie           | Csere Ágnes         |

## Bevételi adatok
A film a nyitóhétvégén 13 049 114 dollárt keresett, és az 5. helyen végzett a jegypénztáraknál. A filmet 2675 észak-amerikai moziban mutatták be, átlagosan 4878 dolláros bevételt hozott. Az észak-amerikai mozikban 32 269 834, világszerte 6 194 297 termelt, összebevétele így 38 464 131 dollár lett.

## Fordítás
- Ez a szócikk részben vagy egészben  a   What's the Worst That Could Happen? című angol Wikipédia-szócikk fordításán alapul.  Az eredeti cikk szerkesztőit annak laptörténete sorolja fel. Ez a jelzés csupán a megfogalmazás eredetét és a szerzői jogokat jelzi, nem szolgál a cikkben szereplő információk forrásmegjelöléseként.